# Murbacher Hymnen
Die Murbacher Hymnen sind eine Sammlung von 27 frühmittelalterlichen Hymnen in lateinischer Sprache mit vollständigen interlinearen althochdeutschen Glossen. Sie sind nicht fragmentarisch, sondern in einem einzigen Codex, gemeinsam mit dem Fränkischen Hymnar, aus dem frühen 9. Jahrhundert überliefert. Die Hymnen wurden zu bestimmten Tageszeiten im Verlauf des Jahres gesungen. Eingeleitet werden die Hymnen mit der Überschrift Incipiunt hymni canendi per circulum anni („Anfang der Hymnen, zu singen im Kreis des Jahres“).
Die Murbacher Hymnen werden als Ambrosianische Hymnen klassifiziert. Ursprünglich wurde der Codex im Kloster Murbach aufbewahrt. Heute ist er Teil der Junius-Collection der Bodleian Library (MS Junius 25).

## Geschichte
Die Murbacher Hymnen gelten als Abschrift eines Manuskripts, dessen Original vermutlich im Kloster Reichenau angefertigt wurde. Der originale lateinische Text wurde in Reichenau verfasst und die althochdeutschen Glossen wurden in Murbach hinzugefügt. Der Verfasser der Hymnen ist unbekannt, da in der Handschrift kein Dichter genannt wird. Der Gebrauch des Hymnars beschränkte sich nicht nur auf die Entstehungsorte, sondern sie wurden in einem weiten Umkreis genutzt.
Bis ins 15. Jahrhundert wurde das Manuskript im Kloster Murbach aufbewahrt. Danach wurde es von Marcus Zuerius van Boxhorn erworben, der 1652 die Glossen veröffentlichte. Später im 17. Jahrhundert besaß Isaac Vossius die Handschrift. Franz Junius der Jüngere kopierte den Text der Hymnen, während diese noch im Besitz Vossius’ waren. Die Handschrift gelangte zu einem unbekannten Zeitpunkt in den Besitz Junius’ und wurde nach seinem Tod 1677 als Teil der Junius Collection in die Bodleian Library aufgenommen.

## Interlinearübersetzung
Die Meinungen zum Status der althochdeutschen Glossen variieren: Thoma (1958) bewertet sie als völlig abhängig vom lateinischen Text, sodass sie keinen kohärenten eigenständigen deutschen Text bilden. Stefan Sonderegger (1964) hingegen urteilt, dass die interlineare Version in einigen Passagen einen althochdeutschen Text mit poetischer Qualität und herausragender Eloquenz repräsentiert. Ebenso urteilt Wolfgang Haubrichs (1988), der dem Autor der Interlinearversion eine „literarische und poetische Ambition“ zugesteht.

## Textausgaben
- Eduard Sievers: Die Murbacher Hymnen. Nach der Handschrift herausgegeben. Halle/Saale 1874 (Digitalisat).